# Bánh in Rakugan

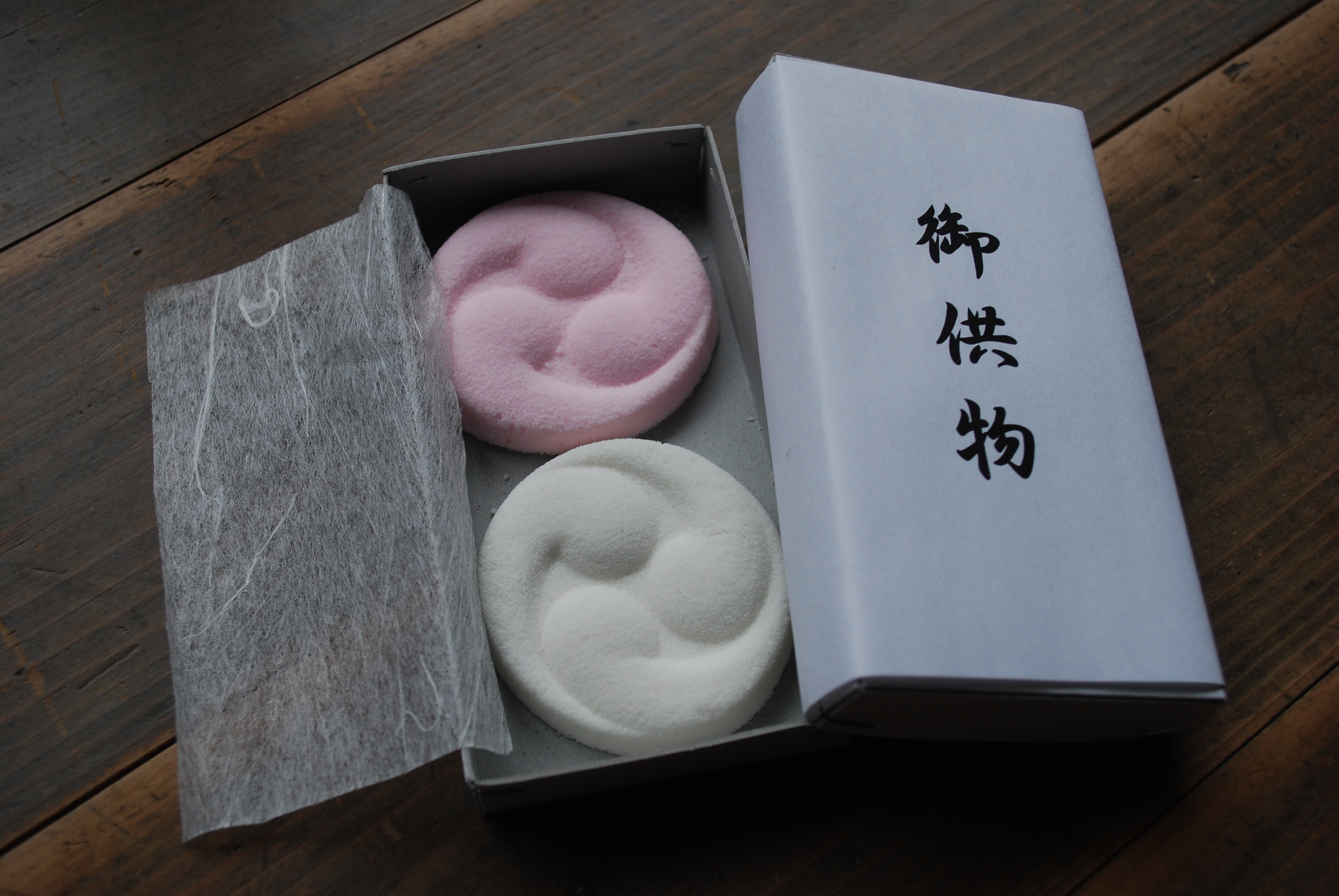
Bánh rakugan với các màu khác nhau

Bánh in Rakugan là một loại wagashi, được làm từ hỗn hợp bột gạo (ngũ cốc) nhào với mạch nha và đường, ép vào khuôn rồi sấy khô để đạt độ ẩm dưới 10%. Rakugan được xem là một loại bánh ngọt cao cấp nên thường được dùng để bày biện và thết đãi trong các tiệc trà.